# Seznam hradů v Pardubickém kraji
Seznam hradů nacházejících se v Pardubickém kraji, seřazených podle abecedy:

## B
- Boršov
- Brandýs nad Orlicí

## C
- Cimburk

## D
- Darebnice
- Dlouhá Loučka

## H
- Hlavačov
- Hrad u Nekoře
- Hrádek u Kněževsi
- Hrádek u Lanšperka
- Hrádek u Nasavrk
- Hradiště nad Semtěší
- Hrádníky

## Ch
- Chrudim
- Chudoba

## K
- Karle
- Kostelec u Heřmanova Městce
- Košumberk
- Kunětická hora
- Kyšperk

## L
- Lanšperk
- Letohrad
- Lichnice
- Litice nad Orlicí

## M
- Mladějov

## N
- Na Hradcích
- Nové Hrady

## O
- Oheb
- Orlík

## P
- Pardubice
- Plankenberk
- Polička

## R
- Rabštejnek
- Radkov
- Rotnek
- Rozpakov
- Rychmburk

## S
- Strádov
- Suchá
- Svojanov

## T
- Třebovské hradisko

## V
- Vildštejn
- Vraní Hora
- Vranov

## Z
- Zítkov

## Ž
- Žampach
- Žumberk